# Нортон (Огайо)
Нортон (англ. Norton) — місто (англ. city) в США, в округах Самміт і Вейн штату Огайо. Населення — 11 673 особи (2020).

## Географія
Нортон розташований за координатами 41°1′44″ пн. ш. 81°38′44″ зх. д. / 41.02889° пн. ш. 81.64556° зх. д. (41.028931, -81.645535).  За даними Бюро перепису населення США в 2010 році місто мало площу 53,07 км², з яких 52,22 км² — суходіл та 0,85 км² — водойми.

## Демографія
Згідно з переписом 2010 року, у місті мешкало 12 085 осіб у 4711 домогосподарстві у складі 3439 родин. Густота населення становила 228 осіб/км².  Було 4951 помешкання (93/км²).
Расовий склад населення:
| - 96,2 % — білих - 1,7 % — чорних або афроамериканців - 0,8 % — азіатів - 0,2 % — корінних американців - 0,1 % — вихідців з тихоокеанських островів |

До двох чи більше рас належало 1,0 %. Частка іспаномовних становила 0,9 % від усіх жителів.
За віковим діапазоном населення розподілялося таким чином: 21,8 % — особи молодші 18 років, 62,1 % — особи у віці 18—64 років, 16,1 % — особи у віці 65 років та старші. Медіана віку мешканця становила 43,7 року. На 100 осіб жіночої статі у місті припадало 97,2 чоловіків;  на 100 жінок у віці від 18 років та старших — 95,5 чоловіків також старших 18 років.
Середній дохід на одне домашнє господарство  становив 69 206 доларів США (медіана — 62 551), а середній дохід на одну сім'ю — 79 487 доларів (медіана — 76 330). Медіана доходів становила 50 430 доларів для чоловіків та 36 142 долари для жінок. За межею бідності перебувало 6,9 % осіб, у тому числі 10,0 % дітей у віці до 18 років та 6,2 % осіб у віці 65 років та старших.
Цивільне працевлаштоване населення становило 6003 особи. Основні галузі зайнятості: освіта, охорона здоров'я та соціальна допомога — 25,9 %, виробництво — 13,7 %, роздрібна торгівля — 13,5 %.